# Růže drobnolistá
Růže drobnolistá (Rosa minutifolia) je suchomilný, na léto opadavý keř z širokého rodu růže, v němž spolu s příbuznou růží hvězdovitou (Rosa stellata) patří do podrodu Hesperhodos, pokládaného dříve i za samostatný rod. Vyskytuje se na jihozápadě USA a v Mexiku, v oblastech se suchým středomořským klimatem.

## Popis
Je to nižší, maximálně 1–1,5 metru vysoký, vzpřímeně či mírně obloukovitě rostoucí keř, tvořící hustě zapojené porosty. Prýty jsou pýřité, hustě porostlé nepárovými, přímými nebo jemně zakřivenými, až 12 mm dlouhými hnědočervenými ostny. Listy jsou lichozpeřené, 5–7četmé, velmi drobné (nejmenší v rodu růže), s malými řapíkatými pýřitými lístky oválného či obvejčitého tvaru o rozměrech zhruba 3–7 × 2–6 mm , s čepelí hrubě zubatou či pilovitou. Květy jsou jednotlivé nebo v chudých květenstvích maximálně po třech, sytě či světle růžové, někdy i bílé, o průměru 2,5–3 cm; rozkvétají od února/března do dubna až června. Plodem jsou tmavě červené až hnědočervené, chlupaté a ostnitě žláznaté, vytrvávají na nich zpeřené kališní lístky. Charakteristicky pro celý podrod Rosa subgen. Hesperhodos jsou šípky i u těchto růží nedužnaté a bez disku, který by uzavíral jejich ústí; nažky tak vyrůstají na vyvýšeném květním lůžku uprostřed šípku, který je šálkovitě otevřený. Jde o diploidní druh s ploidií 2n=14.

## Ekologie a rozšíření
Růže drobnolistá je keř dobře adaptovaný na suché středomořské klima panující v oblasti jeho výskytu. Hlavní vegetační dobou je podzim a zima, která je vlhká a bez mrazivých epizod; na jaře vykvétá, posléze listy opadávají a suché horké léto přečkává v bezlistém stavu. Dokáže přežít až devět měsíců bez srážek, s nástupem podzimních dešťů následně rychle obráží.

Vyrůstá v křovinatých formacích známých jako nízký pobřežní chaparral, na suchých travnatých a skalnatých svazích, v nadmořských výškách obvykle 0–200 m. Vyskytuje se pouze na několika málo místech v jižní Kalifornii, kde je považována za ohrožený druh, a hojněji v severozápadním Mexiku (Baja California). V kultuře se pěstuje málo.

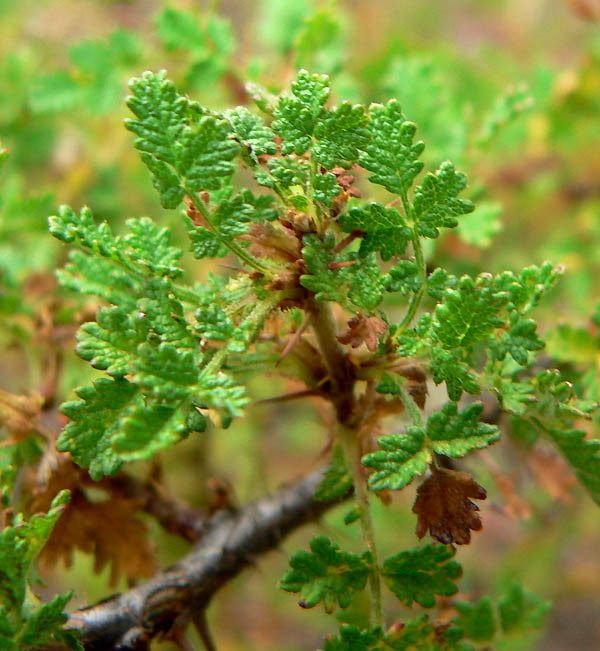
Detail lístků
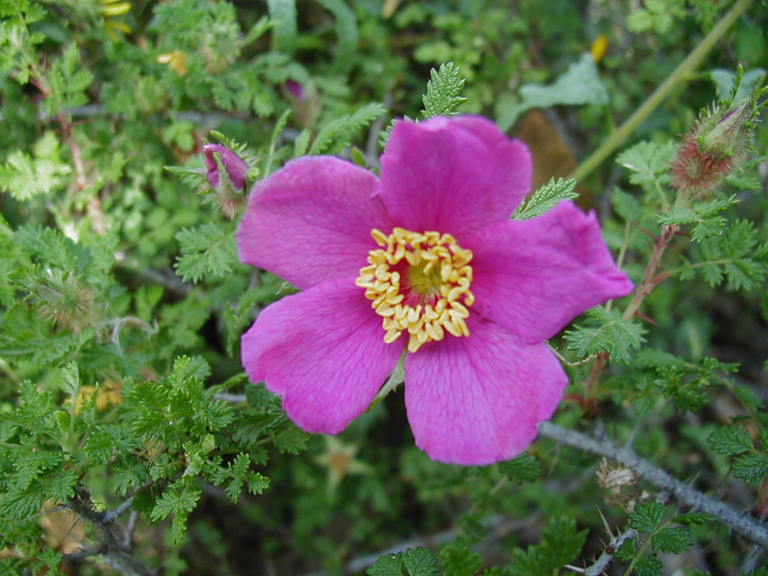
Květ
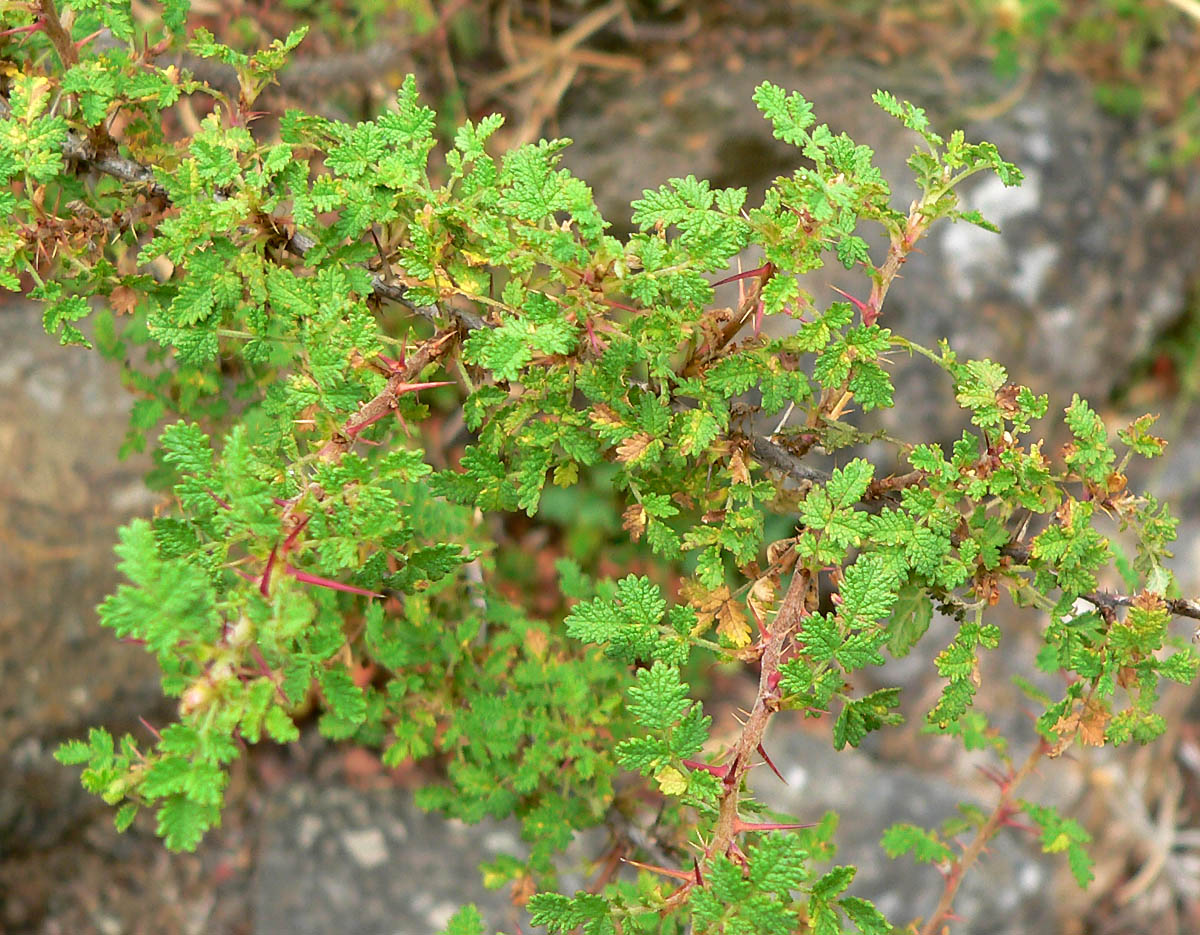
Habitus v sterilním stavu
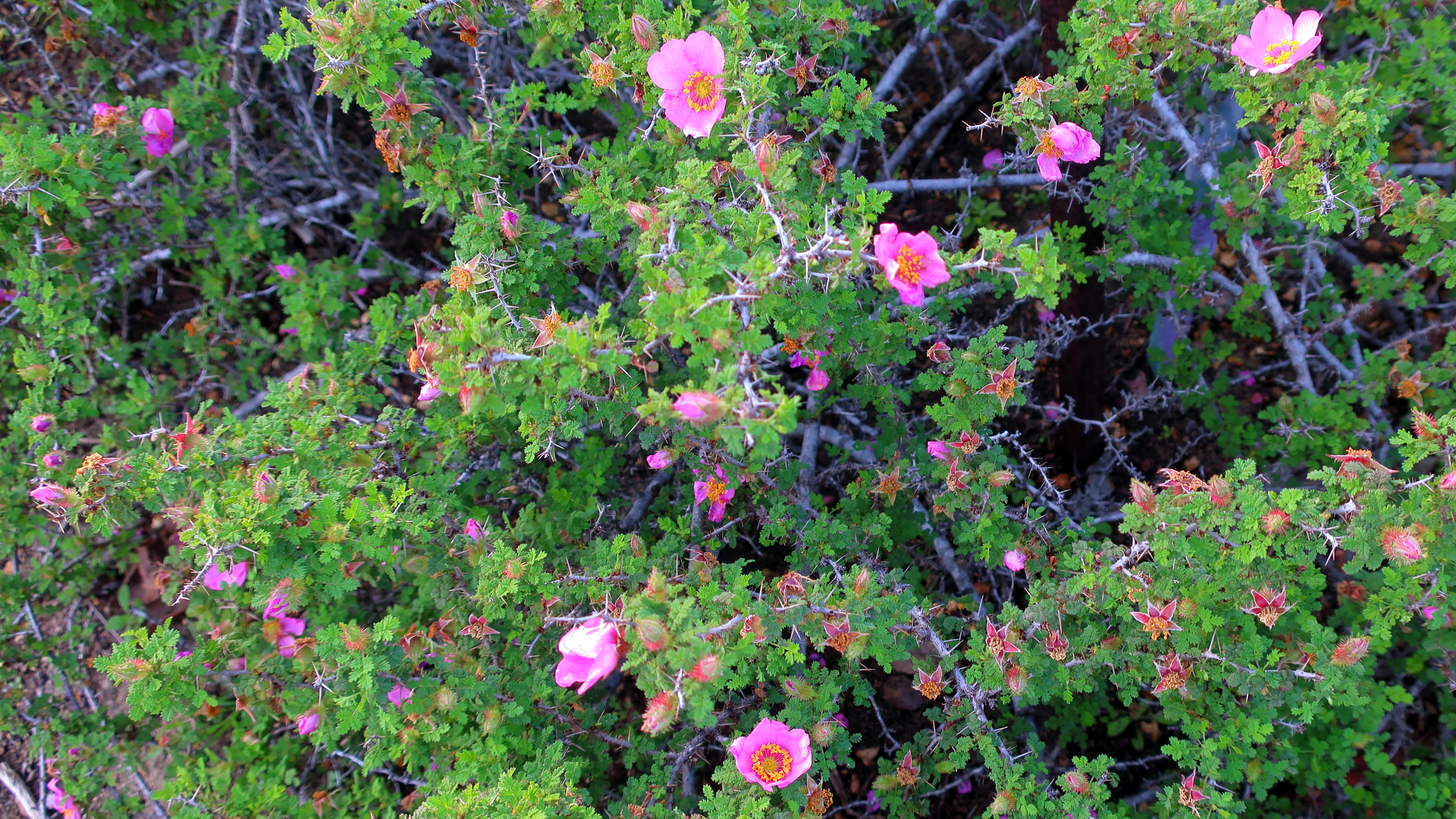
Celkový pohled